# Halmaheravisslare
Halmaheravisslare (Pachycephala mentalis) är en fågel i familjen visslare inom ordningen tättingar.

## Utbredning och systematik
Halmaheravisslare delas upp i tre underarter:
- P. m. mentalis – förekommer i norra Moluckerna (Bacan, Halmahera och Morotai)
- P. m. tidorensis – förekommer i norra Moluckerna (Tidore och Ternate)
- P. m. obiensis – förekommer i södra Moluckerna (Obi och Bisa)

Tidigare betraktades den som en del av guldvisslare (P. pectoralis). 

## Status
IUCN kategoriserar den som livskraftig.